# Бойко Денис Олександрович
Дени́с Олекса́ндрович Бо́йко (нар. 29 січня 1988, Київ, СРСР) — колишній український футболіст, колишній воротар збірної України. 
Чемпіон України сезону 2020/21. Чемпіон Туреччини сезону 2015/16. Дворазовий переможець  Кубка України, триразовий переможець  Суперкубка України.
Був фіналістом Ліги Європи 2014/15 у складі «Дніпра».

## Клубна кар'єра

### «Динамо»
Вихованець київського «Динамо», в школу «динамівців» потрапив в шестирічному віці. У 2005 році почав грати на професіональному рівні в «Динамо-3» і «Динамо-2». Дебютував в «Динамо-3» 17 вересня 2005 року в матчі «Факел» (Івано-Франківськ) — «Динамо-3» — 4:1.
Другу половину сезону 2007/08 провів в оренді в київському ЦСКА.
Влітку 2009 року перейшов в оренду до новачка Прем'єр-ліги київської «Оболоні». У Прем'єр-лізі дебютував 19 липня 2009 року в матчі проти харківського «Металіста» (0:2). Вже на початку 2010 року дію орендного договору було припинено і гравець повернувся до «Динамо». 9 травня у матчі останнього туру з запорізьким «Металургом» дебютував за основний склад «Динамо».
Влітку 2011 року перейшов в оренду до криворізького «Кривбасу», де протягом всього сезону був основним гравцем команди.
Перед початком сезону 2012/13 повернувся в київський клуб і майже відразу підписав новий п'ятирічний контракт з «Динамо».

### «Дніпро»

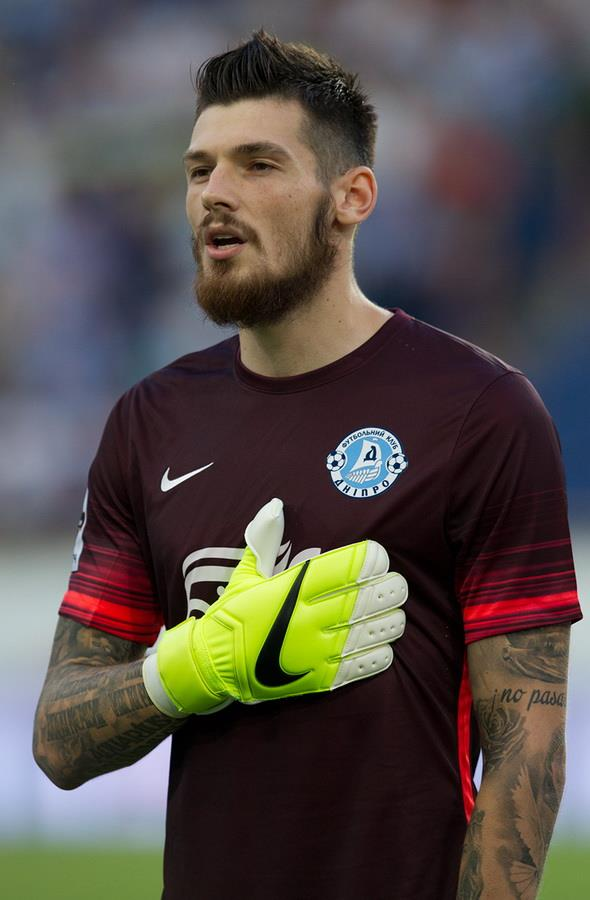
Денис Бойко під час виступів за дніпровського «Дніпро». 2015 рік.

На початку сезону 2013/14 перейшов до дніпровського «Дніпра». Там він одразу здобув з командою срібло чемпіонату. Це дало «Дніпру» путівку до «Ліги Чемпіонів». Але команда не використала цей шанс програвши данському клубу «Копенгаген» з загальним рахунком 0:2 (0:0 вдома, 2:0 на виїзді) і вибула до «Ліги Європи». І спочатку здавалося, що дніпровці не мають жодних шансів на перемогу. Але завдяки неймовірній грі Бойка, та його одноклубників, вони дійшли до фіналу турніру. Де Денис витягнув неймовірний м'яч після удару Карлоса Бакки, але «Дніпро» програв 2:3.
Був претендентом на потрапляння у символічну збірну 2015 року. Але цей титул отримав Мануель Ноєр. Загалом під час оренди та кар'єри в клубі, Денис Бойко зіграв 64 матчі й пропустив 57 м'ячів.

### «Бешикташ»

##### Сезон 2015—2016
У січні 2016 року підписав контракт з турецьким клубом «Бешикташ». Дебютував у двох кубкових матчах проти «Коньяспору», які «Бешикташ» програв із загальним рахунком 1:3: (вдома 1:2, у гостях 0:1).
У чемпіонаті дебютував у матчі проти «Антальяспору», і не пропустив жодного. Форвард суперників Мбілла Етаме під час зіткнення розбив воротарю голову, але все обійшлось. Закріпитися в основному складі Денис не зміг.

#### Оренда в «Малагу»
Наприкінці серпня 2016 року на умовах оренди до кінця сезону став гравцем іспанської «Малаги». Дебютував 30 листопада в гостьовому матчі 1/16 Кубка Іспанії 2016—17 проти клубу «Кордова». Бойко пропустив 2 м'ячі, і «Малага» програла з рахунком 0:2.

### Повернення в «Динамо»
Повернувшись з «Малаги» до Туреччини, не отримав шансу пробитися до основного складу «Бешикташу» і в лютому 2018 року був орендований київським «Динамо», яке потребувало додаткових опцій на воротарській позиції через травму основного на той час голкіпера команди Георгія Бущана. Дебютував 15 лютого в першому матчі 1/16 фіналу Ліги Європи проти афінського АЕК (1 1). У «Динамо» відразу отримав місце в стартовому складі. Всього за пів сезону в Києві Денис встиг зіграти 19 матчів у всіх турнірах. Також успішні виступи в «Динамо» допомогли Бойку повернутися в збірну України. З рідною командою Бойко вийшов у фінал Кубка України, який програв «Шахтарю», а також виграв срібні медалі чемпіонату України.
Влітку 2018 року напередодні вильоту «Динамо» на літній збір у Австрії Бойко підписав з київським клубом повноцінний контракт. Перший матч після переходу провів 21 липня за Суперкубок України проти «Шахтаря», який кияни виграли з рахунком 1:0.
11 березня 2025 року оголосив про завершення кар'єри.

## Кар'єра у збірній

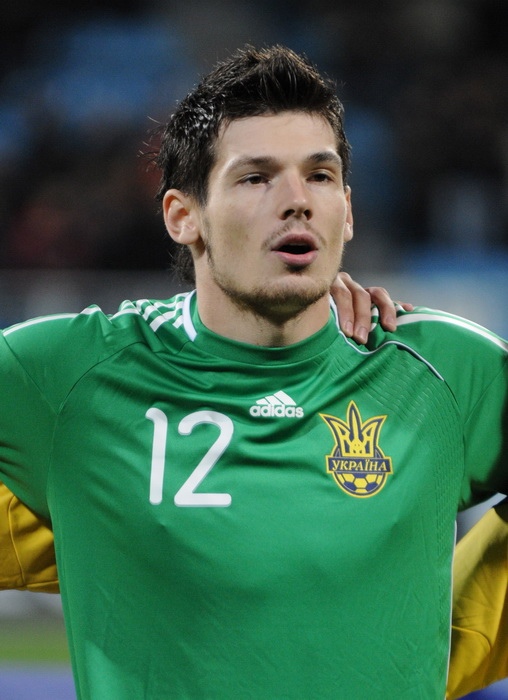
Бойко у складі молодіжної збірної України. 12 жовтня 2010 року.

Виступав за юнацькі збірні України різних вікових категорій у 2003—2011 роках.
З 2008 по 2011 рік був гравцем молодіжної збірної, у якій конкурував за місце в основному складі з Антоном Каніболоцьким. Був включений до складу української молодіжної збірної для участі у фінальній частині молодіжного чемпіонату Європи 2011 року, однак у рамках цього турніру в усіх трьох матчах українців ворота команди захищав Каніболоцький.
18 листопада 2014 року дебютував за національну збірну в товариському матчі зі збірною Литви.
2015 року зіграв за збірну 2 матчі проти збірних Латвії та Грузії. В обох зустрічах Бойко пропустив по 1 голу від кожної збірної, але жоден із цих матчів збірна не програла.
Потрапив до заявки збірної України на чемпіонат Європи 2016 року у Франції, але на поле не виходив.
| 01. | 18.11.2014 | НСК «Олімпійський», Київ         | Україна — Литва      | 0-0 | Товариський матч        | 90' |    |  |  |
| 02. | 31.03.2015 | «Арена Львів», Львів             | Україна — Латвія     | 1-1 | Товариський матч        | 90' | -1 |  |  |
| 03. | 09.06.2015 | «Лінцер», Лінц                   | Грузія — Україна     | 1-2 | Товариський матч        | 90' | -1 |  |  |
| 04. | 09.06.2015 | «Чорноморець», Одеса             | Україна — Кіпр       | 1-0 | Товариський матч        | 90' |    |  |  |
| 05. | 05.11.2016 | ОСК «Металіст», Харків           | Україна — Сербія     | 2-0 | Товариський матч        | 90' |    |  |  |
| 06. | 16.11.2018 | Стадіон А. Малатинського, Трнава | Словаччина — Україна | 4-1 | Ліга націй УЄФА 2018/19 | 90' | -4 |  |  |
| 07. | 08.09.2021 | Дусан Арена, Пльзень             | Чехія — Україна      | 1-1 | Товариський матч        | 90' | -1 |  |  |

## Громадянська позиція
У березні 2016 року вирішив відмовитися від російської мови у спілкуванні з партнерами по збірній України. Таким чином голкіпер хоче виразити свою патріотичну позицію.
«Це рішення пов'язане з патріотичними моментами. У одному з інтерв'ю говорив, що таким чином я висловлюю свою патріотичну позицію і ставлення до нашої країни. Мені подобається говорити українською, це моя рідна мова. Зараз я рідко буваю в Україні, бо перейшов в інший клуб. Тому в збірній я вирішив спілкуватися українською мовою».

## Особисте життя
Батько, Олександр — теж професіональний футболіст. Денис Бойко закінчив Національний університет фізичного виховання і спорту України.

## Досягнення
«Динамо» (Київ)
- Чемпіон України (1): 2020/21
- Віцечемпіон України (3): 2010/11, 2017/18, 2018/19, 2019/20
- Володар Кубка України (2): 2019/20, 2020/21
- Фіналіст Кубка України (2): 2010/11, 2017/18
- Володар Суперкубка України (3): 2018, 2019, 2020

«Дніпро»
- Фіналіст Ліги Європи УЄФА (1): 2014/15
- Віцечемпіон України (1): 2013/14

«Бешикташ»
- Чемпіон Туреччини (1): 2015/16

Особисті
- Найкращий воротар Меморіалу Олега Макарова: 2007, 2009
- Найкращий воротар 2015 року по версії УЄФА: — номінація